# Psilopezia nummularia
Psilopezia nummularia är en svampart som beskrevs av Berk. 1847. Psilopezia nummularia ingår i släktet Psilopezia, ordningen skålsvampar, klassen Pezizomycetes, divisionen sporsäcksvampar och riket svampar.   Inga underarter finns listade i Catalogue of Life.